# Danette
Danette, también conocido como Danet en España, es una marca de postres lácteos que pertenece al Grupo Danone, una multinacional de productos alimenticios con sede en París, Francia.

## Historia
La marca Danette apareció en el mercado francés en el año 1970, cuando la empresa de alimentación tradicional Danone, por medio de su fundador Daniel Carasso, perfeccionó un pudin de chocolate de receta holandesa y creó un delicioso y cremoso postre lácteo, listo para comer, de sabor a chocolate. Rápidamente el producto se popularizó entre los franceses. 
En 1974, ya se vendían diez mil toneladas del postre. Poco después, en 1978, dos nuevos sabores fueron lanzados: caramelo y vainilla. Al año siguiente, se adoptó el famoso lema "On se lève tous pour Danette" (Todos nos levantamos por Danette). En 2010, Danette celebra los 40 años de la marca.
Danette se comercializa en más de veinte de países. Si bien es cierto que la receta no es la misma en todas las naciones, al variar los gustos locales, también varían los componentes y sabores del conocido postre.

### En España
En España, el famoso postre fue bautizado como Natillas Danone, el nombre de la receta, comercializándose en 1975. En 2002, Danone decidió crear marcas centradas en determinados productos, decidiendo que las natillas llevarían el nombre de Danet. 

#### Variedades
Actualmente en España se comercializan las variedades de vainilla, chocolate, cookies y Doble Placer (nata con vainilla o chocolate).

#### Publicidad
En España, la marca de postres es muy conocida por sus anuncios televisivos, protagonizados por grandes estrellas del deporte. Futbolistas como Lionel Messi(futbolista argentino), David Villa, Robinho, Xavi Hernández, Iker Casillas o Ronaldinho fueron protagonistas de una de sus más famosas campañas.
El eslogan ¿Repetimos? y la canción publicitaria "Natillas Danone, listas para gustar […]" fueron adoptadas popularmente.
Después de estos éxitos publicitarios, en 2011 se ha presentado un nuevo personaje llamado Mr. Krujidor con el eslogan “Kruje tu rutina”. Para su presentación, se lanzó un concurso con un premio de 50.000€ para el video viral que mejor se adaptase al mensaje publicitario.

#### Danone Nations Cup
La Danone Nations Cup es un torneo internacional de fútbol en el que pueden participar niños y niñas menores de 12 años procedentes de 40 países. Este torneo fue nacido de la relación que surgió entre Danet y el fútbol debido a sus éxitos publicitarios. En España cuenta con el apoyo de la Real Federación Española de Fútbol (RFEF). Bajo el lema "Haz realidad tus sueños", Danone presentó en 2004 la Copa Danet en España, un torneo de fútbol alevín que contó con el apadrinamiento de Zinedine Zidane.